# 조선민주주의인민공화국의 상징
1945년 해방 후 1948년 건국된 북한은 남한의 국가 상징과 구별되는 국가 상징을 채택했다. 한국의 전통적인 국기인 태극기와 상징인 태극은 사회주의 상징으로 바뀌었다.국가 스포츠인 씨름이나 민족 요리 김치와 같은 다른 것들은 전통적이다. 일부 전통적인 상징들은 남한과 공유되지만 다른 의미를 가지고 있다. 예를 들어, 백두산은 한반도 전역에서 한국의 상징으로 인식되지만, 북한 사람들은 백두산을 김정일의 출생지로 숭배한다.  일부 북한의 상징은 지배하는 김씨 일가의 상징으로 보완된다. 예를 들어 태산목 은 국화이지만 잡종 난인 김일성아와 김정길리아 또한 존경받는다.

## 헌법상 정의된 기호
조선민주주의인민공화국 사회주의헌법 제7장에는 조선민주주의인민공화국의 국장, 국기, 국가, 수도가 규정되어 있고, 제6장 제117조에는 국가원수가 규정되어 있다.

### 국장
The national emblem of the Democratic People's Republic of Korea bears the design of a grand hydroelectric power station under Mt. Paektu, the sacred mountain of the revolution, and the beaming light of a five-pointed red star, with ears of rice forming an oval frame, bound with a red ribbon bearing the inscription "The Democratic People’s Republic of Korea." 
현재의 조선민주주의인민공화국의 국장은 1948년 9월 9일 건국기념일에 제정되었다. 그것은 수력 발전소를 특징으로 하며 디자인은 깃발과 매우 흡사하며 소련이 의뢰한 것이다. 디자인은 1993년에 수정되어 북한이 김정일 의 출생지로 간주하는 한국의 중요한 상징 인 백두산 을 붉은 별 아래에 표시하도록 수정되었다.

### 국기
The national flag of the Democratic People's Republic of Korea consists of a central red panel, bordered both above and below by a narrow white stripe and a broad blue stripe. The central red panel bears a five-pointed red star within a white circle near the hoist.
 The ratio of the width to the length is 1:2. 
북한의 국기는 1948년에 디자인되었으며 같은 해 전통 국기인 태극기를 대체하기 위해 채택되었다. 따라서 태극의 상징 은 남한 의 국기 와 국장에만 남게 되었다.  북한 국기의 색깔인 빨강, 하양, 파랑은 각각 독립을 위해 싸운 사람들의 희생, 순결, 정직, 존엄성, 그리고 한국인들의 혁명 정신과 같은 국가적인 색깔과 상징이다.

### 국가
The national anthem of the Democratic People's Republic of Korea is "The Patriotic Song." 
애국가는 1946년 박세용이 작사하고 김원균  작곡 Korean 애국가(愛國  . 음악적으로는 한국의 애국가인 ' 애국가 '와 비슷하다. 1절은 조국에 대한 존엄과 긍지, 사랑을 과시하고 2절은 대한민국을 강대국으로 만들겠다는 의지를 담은 노래다. 민요 " 아리랑 "은 "한국의 비공식 국가"로 알려져 있다. 남북한은 이를 유네스코 인류무형문화유산 대표목록에 별도로 제출했다.

### 수도
The capital of the Democratic People's Republic of Korea is Pyongyang. 
1948년 제1차 헌법은 대한민국의 현재 수도인 서울 을 수도 로 규정했다. 이를 실현하기 위해서는 남한 정권을 제거해야 했다.  1972년 헌법이 개정되어 평양 이 수도로 지정되었다. 

### 국가 원수
The  President  of  the  Presidium  of  the  Supreme  People's  Assembly represents  the  State  and  receives  the credentials  and  letters  of  recall  of diplomatic representatives accredited by foreign countries. 
북한의 국가원수는 1998년부터 최고인민회의 상임위원장을 맡고 있다. 김영남은 현재 출범 이후 최룡해가 부임한 2019년 4월 11일까지 자리를 지켰다.

## 동물과 식물
북한에는 공식적인 국가 동물 이 없지만 신화적인 날개 달린 말 천리마는 국가 상징으로 간주된다.  북한의 시베리아호랑이는 한민족과 민족을 대표하는 남북한의 비공식적 상징으로 여겨진다.
국견 은 풍산개다 . 풍산은 과거 량강도 풍산군(현 김형권군 )의 이름을 따서 명명되었다. 초기엔 사냥개로 사육되었지만 최근에는 품종을 보전하고 증식시키기 위한 노력이 이루어지고 있다. 
국조는 까치 ( Pica serica )다.
국화는 함박꽃나무다. 북한 내에서는 함경북도, 양강도, 자강도를 제외한 모든 곳에서 꽃을 볼 수 있다. 두 개의 난초 잡종도 중요하다. 김일성이아와 김정길리아는 둘 다 비공식적인 국화로 여겨진다.  
국목 은 소나무 ( Pinus densiflora )다.  소나무는 예로부터 한국 시각 예술의 아름다운 경관으로 여겨져 왔다. 소나무는 장수와 관련된 10가지 상징 중 하나로 간주된다.  겨울 소나무의 행동은 결연한 의지의 상징으로도 여겨진다.  앞서 김일성의 아버지인 김형직은 조국의 해방을 촉진하기 위해 " 남산의 푸른 소나무 "라는 시를 지었다.

## 기타

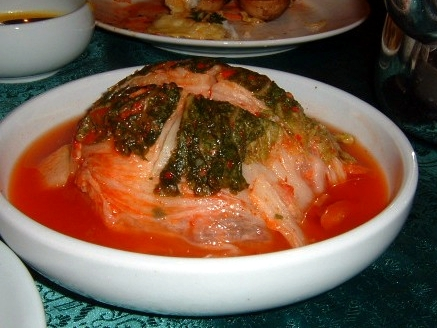
국민음식 김치

9월 9일 국경일은 1948년 김일성이 내각을 구성한 날을 기념하는 공휴일 인 공화국 건국 절이다 만경대에 있는 김일성 생가와 주체탑은 모두 국가기념물 로 간주된다.
국민 음식은 매콤한 발효 야채 요리인 김치다. 북한 김치는 남한 김치보다 덜 매운 경향이 있다.  둘 다 유네스코 인류무형문화유산 대표목록에 등재되어 있다. 국주는 평양소주이며  전통적인 조선 옷( 한복 )은 민족 의상이다. 국민체육은 씨름 이지만 태권도 도 중요하다.
현대 북한 국가의 창시자이자 대통령 인 김일성 과 그의 후계자 인 김정일은 의인화 가 아니라면 민족적 영웅 으로 여겨진다.  김일성 훈장과 김정일훈장은 국가의 최고 유공 훈장이다.
백두산은 남과 북 모두 한국의 상징으로 인식하고 있지만, 북한은 백두산을 김정일의 생가라고 주장하며 특별한 의미를 부여해왔다. 한민족 의 건국왕으로 여겨지는 단군 도 백두산에서 태어났다고 하며 특히 북한에서 기념한다. 1993년 북한 고고학자들은 그들이 단군의 무덤 이라고 선언한 무덤의 유해를 찾아 연대를 측정했다.

## 같이 보기
- 북한의 문화
- 북한의 문화재
- 국보(북한)
- 한국의 이름
- 북한의 천연기념물
- 북한의 훈장, 훈장, 훈장
- 김일성의 이름을 딴 것들의 목록